# Блаублиц Акита
«Блаублиц Акита» (яп. ブラウブリッツ秋田 Бураубуритцу Акита, англ. Blaublitz Akita) — японский футбольный клуб из города Акита, в настоящий момент выступает во Втором дивизионе Джей-лиги. До 2010 года клуб находился в собственности у компании TDK, соответственно команда носила название TDK.
Клуб был основан в 1965 году. Он вошёл в Региональную лигу Тохоку в 1982 году. В 1985 и 1986 годах «Блаублиц Акита» выступала во втором по силе дивизионе Японии, Втором дивизионе Японской футбольной лиги (как он тогда назывался).
В 2006 году клуб в пятый раз подряд выиграл чемпионат в Региональной лиге Тохоку и в серии плей-офф смог завоевать себе место в Японской футбольной лиге
С получением независимости от компании TDK в 2010 году, руководство клуба сообщило о том, что в случае возможности по спортивным результатам в Японской футбольной лиге выйти в Джей-лигу, клуб вступит в неё.